# Aiptasiomorpha paxi
Aiptasiomorpha paxi is een zeeanemonensoort uit de familie Diadumenidae. De anemoon komt uit het geslacht Aiptasiomorpha. Aiptasiomorpha paxi werd in 1920 voor het eerst wetenschappelijk beschreven door Stephenson. 